# Ammannia coccinea
Ammannia coccinea es una especie de planta acuática perteneciente a la familia Lythraceae conocida con el nombre común de  "valley redstem", "scarlet toothcup", y "purple ammannia". Es originaria de las Américas.

## Descripción
Es una hierba anual que crece erecta alcanzando alturas de un metro o acostadas sobre el suelo. Las hojas son lineales con hasta 8 centímetros de largo y de color verde con matices de color rojo oscuro. La inflorescencia forma un grupo de 3 a 5 flores que crecen en las axilas de las hojas a lo largo de la parte superior del tallo. La flor tiene pétalos pequeños y redondeados de color lavanda. El fruto es una cápsula redondeada de hasta medio centímetro de ancho con muchas semillas pequeñas.

## Hábitat
Se encuentra generalmente en áreas húmedas, como las riberas y márgenes de los estanques. Se le considera maleza en algunas áreas.

## Taxonomía
Ammannia coccinea fue descrita por Christen Friis Rottbøll y publicado en Plantas horti universitatis rariores programmatae 7. 1773.
Etimología
Ammannia: nombre genérico que fue nombrado en honor de Paul Amman (1634-1691), botánico, fisiólogo y director del Hortus Medicus en la Universidad de Leipzig.
coccinea: epíteto latíno que significa "escarlata".
Variedades aceptadas
- Ammannia coccinea subsp. pubiflora Koehne

Sinonimia
- Ammannia pedunculata Rusby
- Ammannia pubiflora Sosn.
- Ammannia purpurea Lam.
- Ammannia robusta Heer & Regel
- Ammannia sanguinolenta Sw.
- Ammannia stylosa Fisch. & C.A.Mey.
- Ammannia teres Raf.
- Ammannia texana Scheele[1]
- Ammannia catholica var. philippensis Cham. & Schltdl.
- Ammannia latifolia Walp.
- Ammannia longifolia Raf.
- Ammannia octandra Cham. & Schltdl.[4]